# Nduka Odizor
Nduka Odizor (Lagos, 9 agosto 1958) è un tennista nigeriano.

## Biografia
Ottenne il suo best ranking in singolare il 11 giugno 1984 con la 52ª posizione mentre nel doppio divenne il 27 agosto 1984, il 20º del ranking ATP.
Il 7 novembre 1983 vinse il suo unico torneo ATP in singolare: l'ATP Taipei; in quell'occasione superò lo statunitense Scott Davis con il punteggio di 6-4, 3-6, 6-4. Vinse inoltre nove tornei del circuito Challenger. In uno di questi tornei che si tenne a Lagos in Nigeria nel 1985 superò in finale il futuro numero uno del mondo, l'austriaco Thomas Muster.
Nella specialità del doppio vinse in carriera sette tornei del circuito ATP, quattro dei quali in coppia con lo statunitense David Dowlen. In altre quattro occasioni raggiunse la finale uscendone però sconfitto.
Fece parte della squadra nigeriana di Coppa Davis dal 1986 al 1993 con un bilancio finale di venti vittorie e tredici sconfitte.

## Statistiche

### Singolare

#### Vittorie (1)
| Legenda                                                      |
| Grande Slam (0)                                              |
| ATP Tour World Championships / Tennis Masters Cup (0)        |
| ATP Super 9 / Tennis Masters Series (0)                      |
| ATP Championships Series / ATP International Series Gold (0) |
| ATP World Series / ATP International Series (1)              |

| Numero | Data            | Torneo             | Superficie    | Avversario in finale | Punteggio     |
| 1.     | 7 novembre 1983 | ATP Taipei, Taipei | Sintetico (i) | Scott Davis          | 6-4, 3-6, 6-4 |

| Legenda tornei minori |
| Challenger (9)        |
| Futures (0)           |

| Numero | Data              | Torneo                                | Superficie  | Avversario in finale  | Punteggio     |
| 1.     | 7 aprile 1982     | Tokyo Challenger, Tokyo               | Terra rossa | Jim Gurfein           | 6-4, 3-6, 6-1 |
| 2.     | 21 settembre 1982 | Thessaloniki Challenger, Salonicco    | Terra rossa | Gianni Ocleppo        | 6-3, 7-6      |
| 3.     | 21 novembre 1983  | Benin City Challenger, Benin City     | Cemento     | Ferrante Rocchi       | 6-4, 6-2      |
| 4.     | 19 novembre 1984  | Benin City Challenger, Benin City     | Cemento     | Alessandro De Minicis | 6-2, 6-2      |
| 5.     | 18 febbraio 1985  | Lagos Challenger, Lagos               | Terra rossa | Thomas Muster         | 6-3, 6-3      |
| 6.     | 24 febbraio 1986  | Lagos Challenger, Lagos               | Cemento     | Marcel Freeman        | 6-2, 6-3      |
| 7.     | 17 novembre 1986  | Benin City Challenger, Benin City     | Cemento     | Tony Mmoh             | 7-6, 6-2      |
| 8.     | 24 novembre 1986  | Lagos Challenger, Lagos               | Cemento     | Andrew Castle         | 7-5, 6-4      |
| 9.     | 7 maggio 1990     | Kuala Lumpur Challenger, Kuala Lumpur | Cemento     | Sláva Doseděl         | 6-3, 3-6, 6-3 |

### Doppio

#### Vittorie (7)
| Legenda                                                      |
| Grande Slam (0)                                              |
| ATP Tour World Championships / Tennis Masters Cup (0)        |
| ATP Super 9 / Tennis Masters Series (0)                      |
| ATP Championships Series / ATP International Series Gold (0) |
| ATP World Series / ATP International Series (7)              |

| Numero | Data              | Torneo                                              | Superficie    | Compagno             | Avversari in finale              | Punteggio     |
| 1.     | 28 febbraio 1983  | Monterrey Grand Prix, Monterrey                     | Sintetico (i) | David Dowlen         | Andy Andrews John Sadri          | 6-3, 7-5      |
| 2.     | 12 settembre 1983 | Dallas Open, Dallas                                 | Cemento       | Van Winitsky         | Steve Denton Sherwood Stewart    | 6-3, 7-5      |
| 3.     | 6 maggio 1984     | WCT Tournament of Champions, Forest Hills, New York | Terra rossa   | David Dowlen         | Ernie Fernandez David Pate       | 7-6, 7-5      |
| 4.     | 8 ottobre 1984    | Japan Open Tennis Championships, Tokyo              | Cemento       | David Dowlen         | Mark Dickson Steve Meister       | 6-7, 6-4, 6-3 |
| 5.     | 9 dicembre 1985   | New South Wales Open, Sydney                        | Erba          | David Dowlen         | Wally Masur Broderick Dyke       | 6-4, 7-6      |
| 6.     | 1º gennaio 1990   | Australian Men's Hardcourt Championships, Adelaide  | Cemento       | Andrew Castle        | Alexander Mronz Michiel Schapers | 7-6, 6-2      |
| 7.     | 8 ottobre 1990    | Tel Aviv Open, Tel Aviv                             | Cemento       | Christo van Rensburg | Ronnie Båthman Rikard Bergh      | 6-3, 6-4      |

| Legenda tornei minori |
| Challenger (13)       |
| Futures (0)           |

| Numero | Data              | Torneo                                | Superficie    | Compagno               | Avversari in finale                | Punteggio     |
| 1.     | 21 settembre 1982 | Thessaloniki Challenger, Salonicco    | Terra rossa   | John Feaver            | Peter Bastiansen Michael Mortensen | 7-6, 7-6      |
| 2.     | 21 novembre 1983  | Benin City Challenger, Benin City     | Cemento       | Haroon Ismail          | Jacques Hervet Thierry Pham        | 7-6, 7-6      |
| 3.     | 5 marzo 1984      | Bahrain Challenger, Bahrain           | Cemento       | David Dowlen           | Marty Davis Larry Stefanki         | 7-6, 4-6, 6-3 |
| 4.     | 19 novembre 1984  | Benin City Challenger, Benin City     | Cemento       | Tony Mmoh              | Menno Oosting Mark Wooldridge      | W/O           |
| 5.     | 1º dicembre 1986  | Ikeja Lagos Challenger, Lagos         | Terra rossa   | Tony Mmoh              | Yahiya Doumbia Mike Smith          | 6-4, 7-6      |
| 6.     | 26 ottobre 1987   | Bergen Challenger, Bergen             | Sintetico (i) | Ben Testerman          | Jan Gunnarsson Michael Mortensen   | 6-3, 6-4      |
| 7.     | 29 agosto 1988    | Azores Challenger, Azzorre            | Cemento       | Éric Winogradsky       | Charles Merzbacher Otis Smith      | 6-4, 6-4      |
| 8.     | 28 novembre 1988  | Ogbe Challenger, Ogbe                 | Cemento       | Jean-Philippe Fleurian | Frank Rieker John Schmitt          | 6-4, 6-2      |
| 9.     | 5 dicembre 1988   | Ikeja Challenger, Okada               | Cemento       | Jean-Philippe Fleurian | Srinivasan Vasudevan Marc Walder   | 6-3, 6-7, 6-3 |
| 10.    | 12 giugno 1989    | Dijon Challenger, Digione             | Sintetico     | Paul Wekesa            | Brad Pearce Greg Van Emburgh       | 6-4, 6-2      |
| 11.    | 7 maggio 1990     | Kuala Lumpur Challenger, Kuala Lumpur | Cemento       | Paul Wekesa            | Jonathan Canter Bruce Derlin       | 6-3, 6-4      |
| 12.    | 8 luglio 1991     | West of England Challenger, Bristol   | Erba          | Michiel Schapers       | Paul Hand Branislav Stankovič      | 4-6, 7-5, 7-6 |
| 13.    | 22 luglio 1991    | Comerica Bank Challenger, Aptos       | Cemento       | Bryan Shelton          | Miguel Nido Fernando Roese         | 4-6, 7-5, 7-6 |

#### Sconfitte in finale (4)
| Numero | Data             | Torneo                      | Superficie    | Compagno     | Avversari in finale             | Punteggio     |
| 1.     | 26 marzo 1984    | Boca West Open, Boca West   | Cemento       | David Dowlen | Mark Edmondson Sherwood Stewart | 6-4, 1-6, 4-6 |
| 2.     | 2 aprile 1984    | Houston Open, Houston       | Terra rossa   | David Dowlen | Pat Cash Paul McNamee           | 5-7, 6-4, 3-6 |
| 3.     | 21 ottobre 1985  | Melbourne Indoor, Melbourne | Sintetico (i) | David Dowlen | Brad Drewett Matt Mitchell      | 6-4, 6-7, 4-6 |
| 4.     | 22 febbraio 1988 | Lorraine Open, Metz         | Sintetico (i) | Rill Baxter  | Jaroslav Navrátil Tom Nijssen   | 2-6, 7-6, 6-7 |